# Midongy du Sud nationalpark
Midongy du Sud nationalpark är en nationalpark i Madagaskar. Den ligger i den södra delen av landet, 500 km söder om huvudstaden Antananarivo. Midongy du Sud National Park ligger 821 meter över havet.